# 木下愛季子
木下 愛季子（きのした あきこ、7月19日 - ）は、NHK千葉放送局の契約キャスター。

## 来歴
千葉県八千代市出身。大学在学中、千葉市内にある5つのビーチエリアをPRする『千葉シティ5BEACH観光PR大使』（通称：5BEACHエンジェルス）のメンバーに選出。いなげの浜担当となり、同所の公式PRソング『いつかこの海で』を自ら作詞・作曲した。また、この曲のプロモーションビデオにも出演した。
大学を卒業後、2017年からNHK山形放送局の契約キャスターを、2021年からチューリップテレビのアナウンサーを、2022年からNHK甲府放送局の契約キャスターを務めた。2023年4月からはNHK千葉放送局の契約キャスターを務めている。

## 担当番組

### テレビ番組
- やままる（NHK山形放送局） - スタジオ担当 → リポーター[4]
- ミタイノコレクション（チューリップテレビ）[1]
- Newsかいドキ（NHK甲府放送局）[5]

### ラジオ番組
- 花ラジちば（NHK千葉放送局）[7]